# 多治見市医師会准看護学校
多治見市医師会准看護学校（たじみしいしかいじゅんかんごがっこう）は、岐阜県多治見市にある准看護師学校。

## 概要
- 社団法人多治見市医師会が運営する各種学校である。なお同医師会会館が設置されている。
- 2024年度入学者を最後に募集停止し、2026年（令和8年）3月に閉校する予定である。

## 学科
- 准看護科（2年課程卒業により准看護師試験の受験資格が与えられる）

## 沿革
前身は1920年（大正9年）設立の東濃産婆看護婦養成所である。太平洋戦争で一時閉鎖されている。
- 1952年（昭和27年） - 多治見市医師会附属准看護婦養成所が設置される。
- 1963年（昭和38年） - 学校の設置が認可される（10月3日）。現在地移転。
- 1964年（昭和39年）4月 - 多治見市医師会附属准看護婦学校として開校。
- 1989年（平成12年）4月 - 現在の校舎が完成する。
- 2002年（平成14年）4月5日 - 多治見市医師会准看護学校に改称する。
- 2016年（平成28年） - 校舎を新築する。

## 交通アクセス
- 中央本線「多治見駅」下車、徒歩約8分。

## その他
- 閉校後、建物は中京学院大学に譲渡され、中京学院大学看護学部の実習施設とする計画である。